# Bama (Yargatenga)
Pour les articles homonymes, voir Bama.
Bama est une commune située dans le département du Yargatenga de la province de Koulpélogo dans la région du Centre-Est au Burkina Faso.